# Файна Юкрайна (сезон 3)
Третій сезон українського гумористичного скетч-шоу «Файна Юкрайна», прем'єра якого відбулася на Новому каналі 24 серпня 2010 року, а остання серія вийшла 26 грудня 2010, складається з 19 епізодів. Виробництво компанії «Production Company».

## Сюжетні лінії

### Регулярні
- Антон та Марічка;
- Інспектор ДАІ;
- Оператори call-центру Андрій і Сергій;
- Професор та студент;
- Файна TV;
- Вчені Аристарх Платонович та Геннадій Геннадійович

### Періодичні
- Українські олігархи;
- Доктор Хлус і Фурман;
- Українська армія;
- Дід Відун;
- Телемагазин «FaynaShop»;
- Качки Сеня і Деня

### Епізодичні
- Ток-шоу «Всє свободни» з Савою Шустрим (1 епізод)

## В ролях

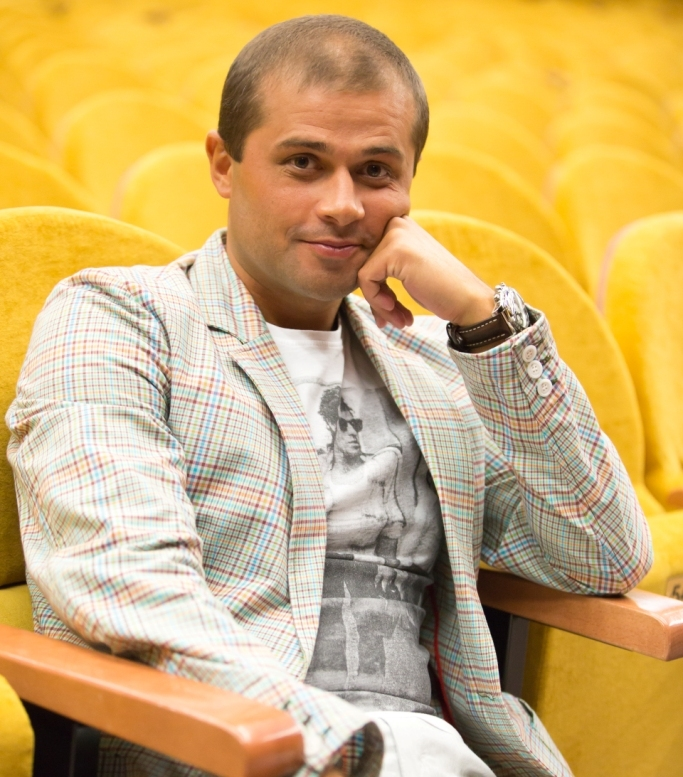
Андрій Молочний — лейтенант Молочний, Марічка, Анжела Петрівна, оператор Андрій, доктор Хлус, дід Відун
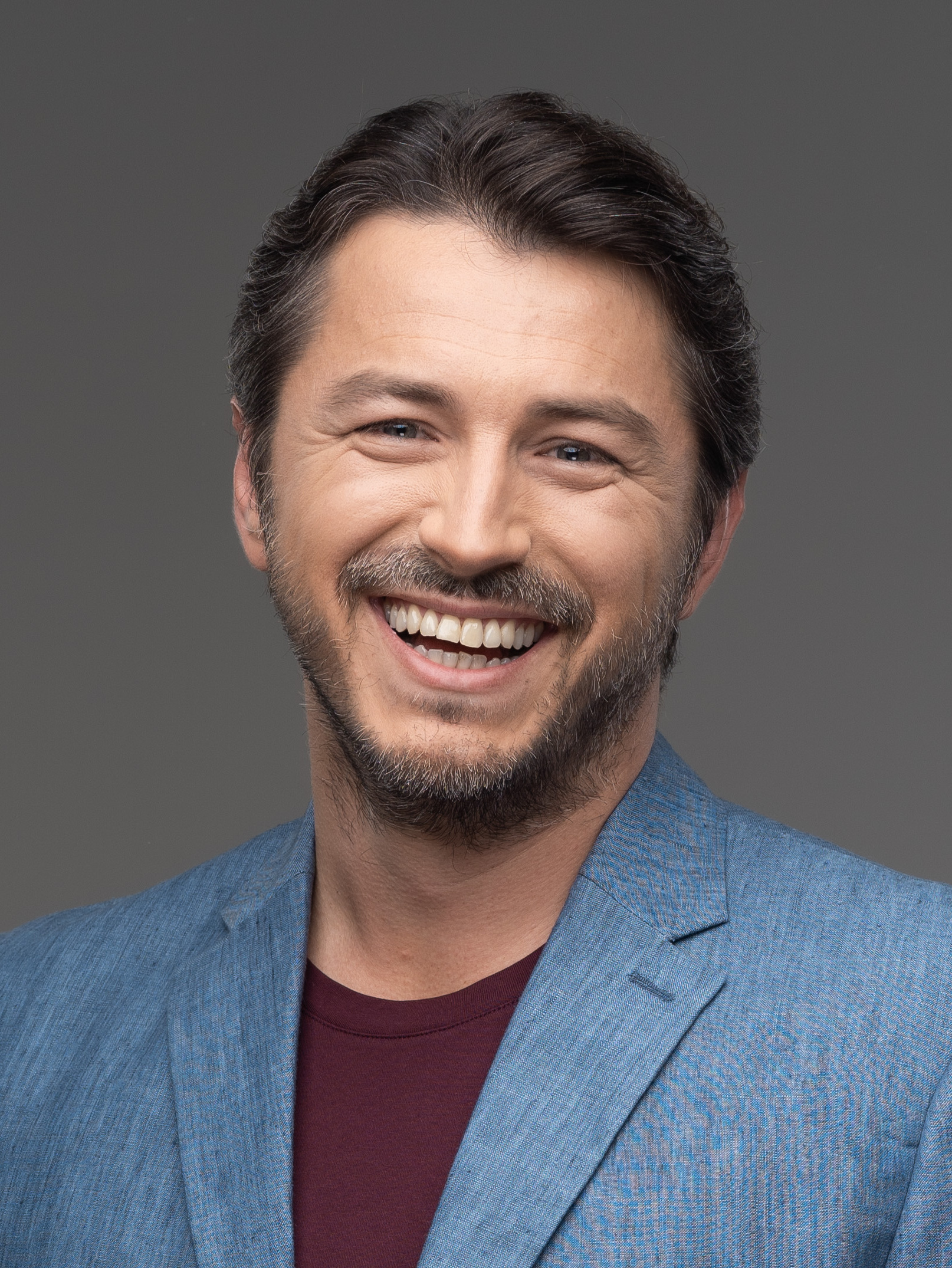
Сергій Притула — Антон, Інокентій Бест, старшина Притула, оператор Сергій, Фурман, Геннадій Геннадійович

## Список епізодів

### Епізоди 1-10
| №  | #  | Назва       | Перший ефір     |
| -- | -- | ----------- | --------------- |
| 1  | 1  | «Епізод 1»  | 24 серпня 2010  |
| 2  | 2  | «Епізод 2»  | 29 серпня 2010  |
| 3  | 3  | «Епізод 3»  | 5 вересня 2010  |
| 4  | 4  | «Епізод 4»  | 12 вересня 2010 |
| 5  | 5  | «Епізод 5»  | 19 вересня 2010 |
| 6  | 6  | «Епізод 6»  | 25 вересня 2010 |
| 7  | 7  | «Епізод 7»  | 3 жовтня 2010   |
| 8  | 8  | «Епізод 8»  | 10 жовтня 2010  |
| 9  | 9  | «Епізод 9»  | 17 жовтня 2010  |
| 10 | 10 | «Епізод 10» | 24 жовтня 2010  |

### Епізоди 11-19
| №  | #  | Назва       | Перший ефір       |
| -- | -- | ----------- | ----------------- |
| 11 | 11 | «Епізод 11» | 31 жовтня 2010    |
| 12 | 12 | «Епізод 12» | 7 листопада 2010  |
| 13 | 13 | «Епізод 13» | 14 листопада 2010 |
| 14 | 14 | «Епізод 14» | 21 листопада 2010 |
| 15 | 15 | «Епізод 15» | 28 листопада 2010 |
| 16 | 16 | «Епізод 16» | 5 грудня 2010     |
| 17 | 17 | «Епізод 17» | 12 грудня 2010    |
| 18 | 18 | «Епізод 18» | 19 грудня 2010    |
| 19 | 19 | «Епізод 19» | 26 грудня 2010    |

## Знімальна група
- Автори сценарію: Андрій Молочний, Сергій Притула, Олег Іваниця, Олексій Курилко, Костянтин Тузов, Дмитро Костюкевич, Дмитро Григоренко, Руслан Давиденко, Олександр Литвин
- Редактор: Костянтин Тузов
- Режисер-постановник: Олександр Богданенко
- Режисер: Максим Голенко
- Оператор-постановник: Василь Бородін
- Художник-постановник: Анатолій Підопригора
- Художники по костюмам: Ганна Колбянова, Варвара Василенко
- Художники по гриму: Ірина Бєліна, Олена Беліна
- Звукорежисери: Олександр Шатківський, Сергій Степанський
- Режисер монтажу: Павло Серб
- Оператори: Ростислав Головко, Андрій Гайдук, Костянтин Мороз
- Стедікам: Євген Адаменко
- Графіка та дизайн: Дмитро Цвєтков, Олександр Гегель, Віталій Правдін
- Композитори: Роман Суржа, Іван Голішевський
- Запис тексту: компанія «Синдикат продакшн»
- Гафер: Вадим Підгурський
- Освітлювачі: Максим Демченко, Олександр Підгурський
- Кейгріп: Вадим Задворський
- Реквізитор: Магда Грінберг
- Постановники: Іван Степаненко, Станіслав Смиковський, Георгій Файнберг
- Адміністратор: Світлана Синенко
- Лінійний продюсер: В'ячеслав Дергачов
- Виконавчий продюсер: Ганна Голубенко
- Креативні продюсери: Андрій Молочний, Сергій Притула
- Генеральний продюсер: Дмитро Царенко